# Атанасије III Цариградски
Патријарх Атанасије III (рођ. Алексије Пателарије, грч. Αλεξιος Πατελλαριος, познат и као Лубенски чудотворац или Атанасије Харковски; 1597., Кремноскиј) је био цариградски патријарх (1634, 1635 и 1652), пре тога митрополит солунски.
Руска православна црква спомиње га 2. (15. маја), на дан сећања на Атанасија Великог, по коме је и добио име, и у Сабору свих светих (недеља друга по Духовима).

## Биографија
Потекао је из племићке породице повезане са династијом Палеолога. До 26. године живео је на Криту у манастиру Аркади, који је био под влашћу Млечана; Образовао се у манастиру Аркадија.
Године 1631. хиротонисан је за солунског митрополита. Уживао покровитељство свог сународника патријарха Кирила Лукариса.
Почетком 1634. у Фанару се, по трећи пут, формирала фундаментална опозиција патријарху Кирилу Лукарису у вези са објављивањем у марту 1629. његовог Исповедања вере, које је у низу одредби изражавало калвинистичке теолошке ставове. Да би уклонили Лукариса, кога су подржавале амбасаде протестантских сила у Цариграду, незадовољни митрополити су морали да предложе кандидата прихватљивог за католичке државе . У фебруару 1634. године Атанасије је изабран за цариградског патријарха.
Неколико дана касније уступио је престо Кирилу Лукарису, који се вратио из изгнанства, јер је холандска амбасада успела да по четврти пут врати Лукариса на патријаршијски трон.
Атанасије је после другог свргавања 1635. отишао у Италију, живео у Анкони и Венецији (храмови у њима припадали су Цариградској цркви; а Венеција је била независна република до 18. века). Римски папа је понудио да постане кардинал, али је одбио ову позицију, не желећи да напусти православље.
Подвизавао се на Светој Гори у келији коју је подигао, где је касније (1849) настао руски светоандрејски скит, чија је светиња била лична икона патријарха, на руском названа „Утеха у тузи и жалости“ (прослава 19. новембра).
У лето 1652. године по трећи пут је заузео престо за неколико дана.
8. октобра 1652. заувек је напустио Цариград, посетио владара Василија Лупу, Богдана Хмељницког у Чигирину; 22. априла 1653. примио је у Москви цар Алексеј Михајлович.
У Москви је, на молбу патријарха Никона, написао „Поредак архијерејске литургије на истоку“, који је чинио основу московског исправљеног штампаног „Службеника архијерејске службе“, који данас користи Руска православна црква . Дао је цару „бележницу“, у којој је навео главни циљ свог доласка у Москву: да наведе цара, у савезу са Молдавијом и Запорошком војском, да започне рат са Турцима .
Крајем децембра 1653. из Москве одлази у Молдавију, да би стигао у Николајевски манастир у Галату. На путу је посетио Богдана Хмељницког.
Фебруара 1654. остао је у Мгарском манастиру код Лубног, где се у среду у Томиној недељи, 5. априла, упокојио.
Сахрањен је седећи на престолу испод амвона Преображенске цркве манастира.